# Chris Alajajian
Chris Alajajian (31 oktober 1986) is een Australisch autocoureur van Armeense afkomst.

## Loopbaan
- 2003: Australian Production Car Championship, team Wayne Russell.
- 2004: Australische Formule 3-kampioenschap, team Protecnica.
- 2004: Australian GT Performance Car Championship, team Protecnica.
- 2004: Australian Production Car Championship, team Protecnica (kampioen).
- 2005: Australische Coureurskampioenschap, team Protecnica (3e in kampioenschap).
- 2005: Australian Performance Car Championship, team Protecnica.
- 2006: Fujitsu V8 Supercar Series, team Jack Hillerman Racing.
- 2006: Australische Coureurskampioenschap, team Protecnica.
- 2006: Australian Performance Car Championship – Privateers Cup, team Subaru.
- 2007: Australische Coureurskampioenschap, team Protecnica.
- 2007: Fujitsu V8 Supercar Series, team Jack Hillerman Racing.
- 2007-08: A1GP, team A1 Team Libanon (10 races).
- 2008: Australische Coureurskampioenschap, team Team BRM.

## A1GP resultaten
| Jaar    | Inschrijving    | 1          | 2          | 3       | 4       | 5          | 6          | 7          | 8          | 9          | 10         | 11         | 12         | 13      | 14      | 15      | 16      | 17      | 18      | 19      | 20      | Rang | Punten |
| ------- | --------------- | ---------- | ---------- | ------- | ------- | ---------- | ---------- | ---------- | ---------- | ---------- | ---------- | ---------- | ---------- | ------- | ------- | ------- | ------- | ------- | ------- | ------- | ------- | ---- | ------ |
| 2007-08 | A1 Team Libanon | NED SPR 14 | NED FEA 19 | CZE SPR | CZE FEA | MAL SPR 14 | MAL FEA NF | ZHU SPR NF | ZHU FEA 13 | NZL SPR 15 | NZL FEA NF | AUS SPR 19 | AUS FEA 19 | RSA SPR | RSA FEA | MEX SPR | MEX FEA | SHA SPR | SHA FEA | GBR SPR | GBR FEA | 22   | 0      |